# جامعة آي تي إم أو
جامعة آي تي إم أو (بالروسية: Университет ИТМО) هي جامعة حكومية كبرى في سانت بطرسبرج وهي إحدى الجامعات البحثية الوطنية الروسية. الجامعة واحدة من بين 15 جامعة روسية أختيرت للمشاركة في مشروع الامتياز الأكاديمي الروسي 5-100 الذي وضعته حكومة روسيا الاتحادية لتحسين التنافسية الدولية لهذه الجامعات بين مراكز البحث والتعليم الرائدة على المستوى العالمي.
تركز الأولويات البحثية في الجامعة على تقنيات المعلومات والضوئيات.
تضم الجامعة 18 قسمًا و7 معاهد بحثية وأكاديمية واحدة، بمجموع 119 كرسيًّا أكاديميًّا. وكان عدد الطلبة الإجمالي في 1 أبريل 2014، 13890 طالبًا من بينهم أكثر من 900 طالب أجنبي. توظف الجامعة 1163 معلمًا، بينهم 800 من حملة درجة الدكتوراه. وحصل عدد من طاقهما التدريسي والبحثي على جوائز حكومية ولقب «عامل علمي مكرم»، وهو الأرفع في روسيا. يشغل فلاديمير فلاسيليف منصب عميد الجامعة منذ 1996.